# 守口市立東小学校
守口市立東小学校（もりぐちしりつ ひがし しょうがっこう）は、大阪府守口市にあった公立小学校。

## 概要
守口市の東端を校区としていた。1962年、守口市立庭窪小学校からの分離新設により、守口市立庭窪東小学校として開校した。守口市立大久保小学校との統合により2016年に閉校し、統合校である守口市立よつば小学校が新たに開校した。

## 沿革
守口市立庭窪小学校から分離する形で1962年に開校した。当初は守口市立庭窪東小学校の仮称であったが、正式名称の決定により7月に守口市立東小学校と改められた。翌年には閉校時点の所在地に移転している。
1971年には守口市立大久保小学校と守口市立藤田小学校を分離している。
施設の老朽化などに伴い、2016年に大久保小学校と統合し、守口市立よつば小学校となった。閉校後はよつば小学校の仮校舎として2年間使用したのち、よつば未来公園として再整備されている。

### 年表
- 1962年 - 守口市立庭窪東小学校として守口市立庭窪小学校から分離開校。
- 1962年7月 - 守口市立東小学校に改称。
- 1963年 - 敷地を移転。
- 1971年 - 守口市立大久保小学校および守口市立藤田小学校を分離。
- 2016年 - 閉校。大久保小学校と統合し守口市立よつば小学校が開校。

## 通学区域
- 守口市 大久保町2丁目（一部）、大久保町4丁目・5丁目、藤田町6丁目、東町1丁目・2丁目[4]。
  - 卒業生は守口市立大久保中学校に進学していた。

## 交通
- 京阪本線 大和田駅 北へ約1km。